# لیوه
لیوه (به عربی: ليوة) یک شهرداری در الجزایر است که در استان بسکره واقع شده‌است. لیوه ۱۵٬۹۶۰ نفر جمعیت دارد.